# Nigui Assoko
Nigui Assoko é uma cidade a sudeste da Costa do Marfim, pertencente ao departamento de Jacqueville, na Região das Lagunas.